# Young Turks
Young Turks är en poplåt av Rod Stewart som utgavs 1981. Den finns med på studioalbumet Tonight I'm Yours och utgavs som albumets andra singel. Stewart skrev låtens text medan musiken är komponerad av Carmine Appice, Duane Hitchings och Kevin Savigar. 
Låttiteln Young Turks är på engelska ett slanguttryck för rebellisk ungdom, men frasen återfinns inte i låtens text. Vid tidpunkten för albumet Tonight I'm Yours lät sig Stewart inspireras av de vid tiden populära syntpopen och new wave, låten innehåller både syntslingor och trummaskin.
Låten har även en musikvideo som regisserades av Russell Mulcahy.

## Listplaceringar
| Lista (1981-1982) | Position              |
| ----------------- | --------------------- |
| Finland           | 17                    |
| Irland            | 9                     |
| Island            | 7 (DV Vinsældalisti)  |
| Italien           | 21 (Musica e Dischi)  |
| Kanada            | 2 (RPM)               |
| Nederländerna     | 14                    |
| Nya Zeeland       | 19                    |
| Storbritannien    | 11 (UK Singles Chart) |
| USA               | 5 (Billboard Hot 100) |
| Västtyskland      | 30                    |